# The Weinstein Company
The Weinstein Company (TWC) — американська кінокомпанія, заснована братами Бобом Вайнштейном та Гарві Вайнштайном 10 березня 2005 року, коли брати покинули компанію Miramax, яку самі ж і заснували в 1979 році.
Штаб-квартира знаходиться в Нью-Йорку, США.

## Фільми

### 2000-ні
- 2005 — Ціна зради / Derailed
- 2005 — Розпусник / The Libertine
- 2005 — Трансамерика / Transamerica
- 2005 — Місіс Хендерсон презентує / Mrs Henderson Presents
- 2005 — Матадор / The Matador
- 2006 — Обдурили! / Hoodwinked!
- 2006 — Щасливе число Слевіна / Lucky Number Slevin
- 2006 — Дуже страшне кіно 4 / Scary movie 4
- 2006 — Гра слів / Wordplay
- 2006 — Клерки 2 / Clerks 2
- 2006 — Пульс / Pulse
- 2007 — 1408 / 1408
- 2007 — Хелловін / Halloween
- 2009 — Безславні виродки / Inglourious Basterds

### 2010-ні
- 2010 — Король говорить! / The King's Speech
- 2012 — Збірка промінців надії / Silver Linings Playbook
- 2012 — Джанґо вільний / Django Unchained
- 2013 — Дворецький / The Butler
- 2014 — Пригоди Паддінгтона / Paddington
- 2014 — Гра в імітацію / The Imitation Game
- 2017 — Людина із залізним серцем / The Man with the Iron Heart